# Orthosia ferrirena
Orthosia ferrirena là một loài bướm đêm trong họ Noctuidae.